# Дарлинг, Деннис
Деннис Теодор Дарлинг (англ. Dennis Theodore Darling; род. 6 мая 1975, Нассау) — багамский легкоатлет, специалист по бегу на короткие дистанции. Выступал на профессиональном уровне в 1994—2007 годах, обладатель бронзовой медали чемпионата мира, бронзовый призёр Центральноамериканских и Карибских игр, участник двух летних Олимпийских игр.

## Биография
Деннис Дарлинг родился 6 мая 1975 года в Нассау, Багамские Острова.
Занимался лёгкой атлетикой во время учёбы в Хьюстонском университете, в составе университетской легкоатлетической команды успешно выступал на различных студенческих соревнованиях в США, в частности в беге на 400 метров занимал шестое место в первом дивизионе чемпионата Национальной ассоциации студенческого спорта (NCAA).
Впервые заявил о себе на международном уровне в сезоне 1994 года, когда вошёл в состав багамской сборной и выступил в беге на 400 метров на юниорском мировом первенстве в Лиссабоне.
В 1995 году бежал эстафету 4×400 метров на чемпионате мира в Гётеборге.
Благодаря череде успешных выступлений в 1996 году удостоился права защищать честь страны на летних Олимпийских играх в Атланте — в финале эстафеты 4×400 метров вместе с соотечественниками показал время 3:02.71, расположившись в итоговомм протоколе соревнований на седьмой строке.
В 1997 году в дисциплине 400 метров выиграл бронзовую медаль на чемпионате Центральной Америки и Карибского бассейна в Сан-Хосе. Стартовал на чемпионате мира в Афинах.
В 1998 году на Центральноамериканских и Карибских играх в Маракайбо завоевал бронзовую награду в эстафете 4×400 метров.
В 1999 году на чемпионате Центральной Америки и Карибского бассейна в Бриджтауне получил бронзу и золото в эстафетах 4×100 и 4×400 метров соответственно. Бежал эстафету 4×400 метров на Панамериканских играх в Виннипеге, в финале багамская команда сошла с дистанции.
В 2001 году в дисциплине 200 метров стартовал на центральноамериканском и карибском чемпионате в Гватемале.
В 2003 году участвовал в чемпионате Центральной Америки и Карибского бассейна в Сент-Джорджесе и в Панамериканских играх в Санто-Доминго. На чемпионате мира в Париже в эстафете 4×400 метров багамские бегуны изначально финишировали четвёртыми, однако после допинговой дисквалификации американца Кэлвина Харрисона и аннулирования результатов победившей американской команды поднялись в итоговом протоколе до третьей позиции.
В 2004 году в эстафете 4×400 метров Дарлинг занял пятое место на чемпионате мира в помещении в Будапеште и шестое место на Олимпийских играх в Афинах (стартовал только на предварительном квалификационном этапе).
В 2006 году среди прочего принимал участие в чемпионате мира в помещении в Москве, в Играх Содружества в Мельбурне, в Центральноамериканских и Карибских играх в Картахене.
Завершил спортивную карьеру по окончании сезона 2007 года.
Приходится старшим братом игроку в американский футбол Деварду Дарлингу двоюродным братом титулованному прыгуну тройным Фрэнку Резерфорду. Жена Тоник Уильямс-Дарлинг — олимпийская чемпионка и чемпионка мира в беге на 400 метров.